# Torrecilla del Pinar (kommunhuvudort)
Torrecilla del Pinar är en kommunhuvudort i Spanien.   Den ligger i provinsen Provincia de Segovia och regionen Kastilien och Leon, i den centrala delen av landet, 110 km norr om huvudstaden Madrid. Torrecilla del Pinar ligger 878 meter över havet och antalet invånare är 285.
Terrängen runt Torrecilla del Pinar är platt. Runt Torrecilla del Pinar är det mycket glesbefolkat, med 6 invånare per kvadratkilometer. Närmaste större samhälle är Cantalejo, 15,8 km sydost om Torrecilla del Pinar. Trakten runt Torrecilla del Pinar består till största delen av jordbruksmark.